# 2016년 자카르타 테러

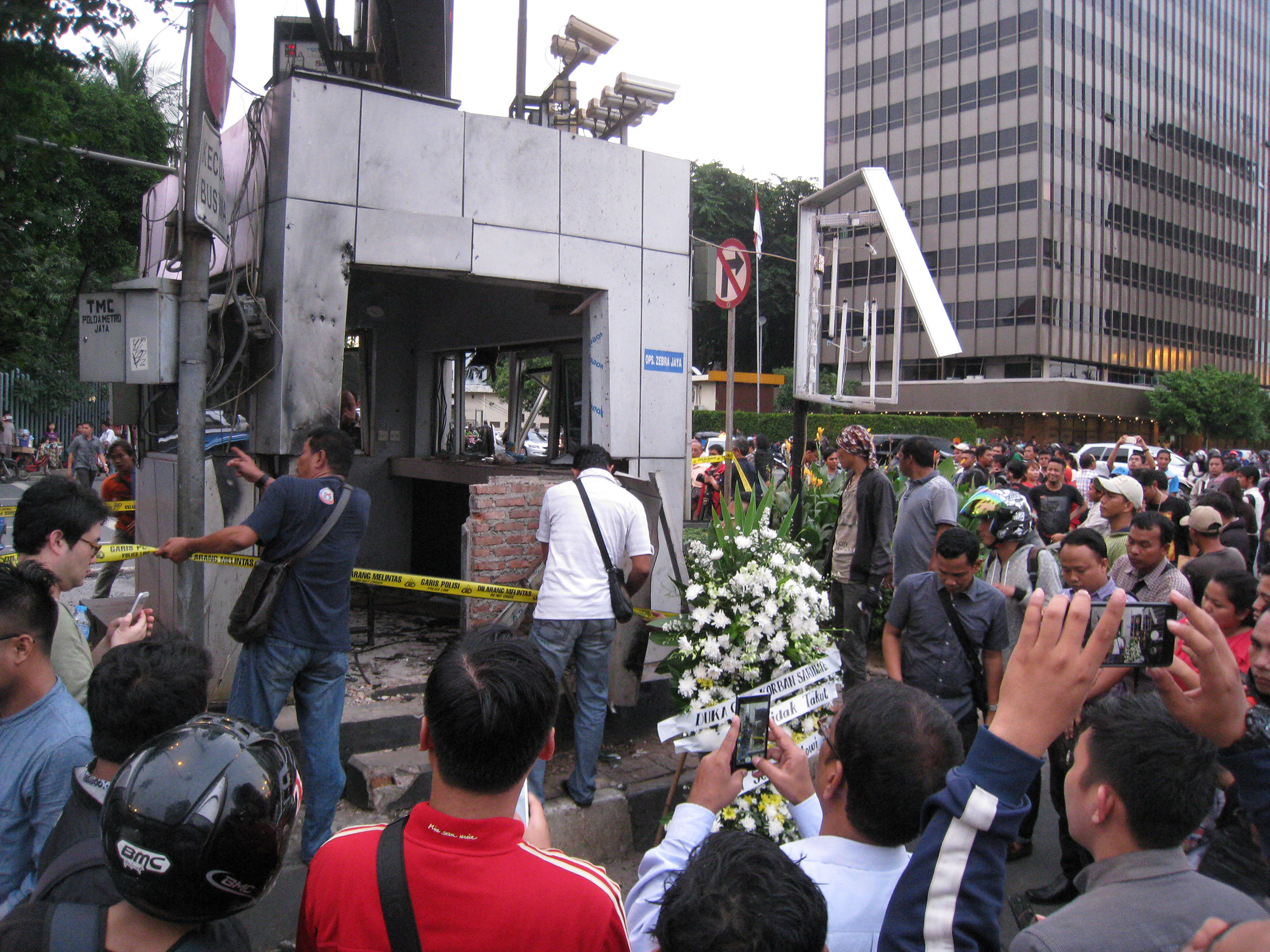

2016년 1월 14일 현지 시간 11시 39분 경에 인도네시아의 자카르타 중심부에 위치한 쇼핑몰 사리나 근처에서 테러가 발생하였다. 사리나 1층의 스타벅스 인근에서 세 차례 자살 폭탄 테러를 발생하였다. 5명의 범인과 캐나다인 1명, 인도네시아인 1명 총 7명이 사망하였으며, 적어도 24명 이상이 부상당했다. 이슬람 국가[Islamic State]는 본 단체가 한 것이라고 주장하고 있다.

## 피해자
| 캐나다     | 1 |  |  |
| 인도네시아 | 1 |  |  |
| 합계       | 2 |  |  |
|            |   |  |  |